# Leierblättrige Eiche

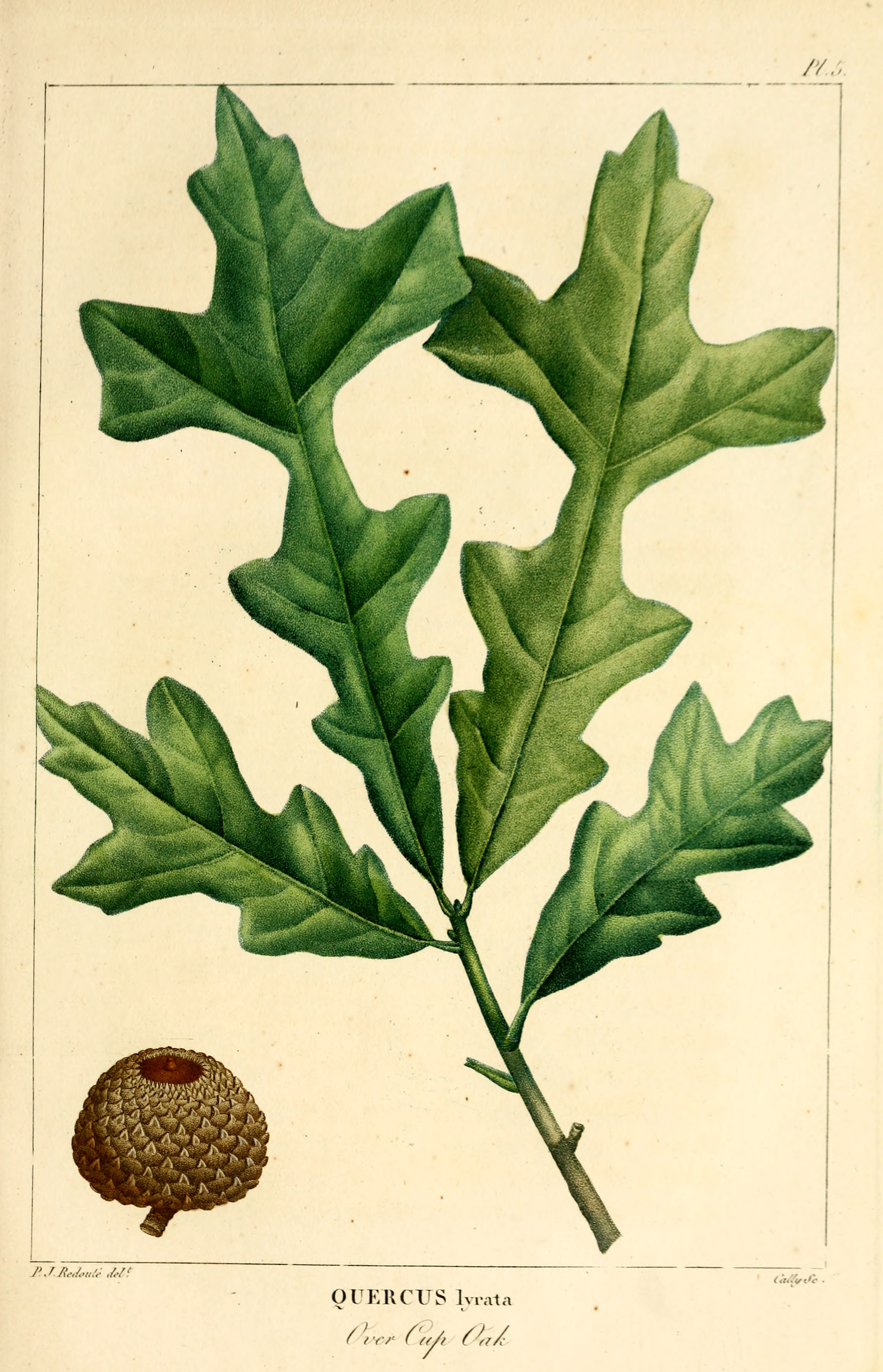
Illustration

Die Leierblättrige Eiche (Quercus lyrata) ist ein kleiner Baum aus der Gattung der Eichen in der Familie der Buchenartigen. Das Verbreitungsgebiet liegt im Nordosten und Südosten der USA.

## Beschreibung
Die laubabwerfende Leierblättrige Eiche ist ein bis über 30 Meter hoher Baum mit regelmäßig rundlicher Krone, kurzem Stamm und oft hängenden Ästen und Zweigen. Der Stammdurchmesser erreicht bis über 90 Zentimeter. Die Borke ist braun-grau und schuppig bis furchig. Die Triebe sind weich behaart, verkahlen jedoch mit der Zeit. Ein großes Exemplar ist die Eiche Fetscherplatz in Dresden.
Die wechselständigen und kurz gestielten Laubblätter sind 10 bis 20 Zentimeter lang und 5 bis 12 Zentimeter breit, verkehrt-eiförmig und teils leierförmig. Die geteilten bis gelappten Blätter sind spitz oder stumpf und auf jeder Seite mit drei bis vier, spitz bis abgerundeten, gezähnten bis gelappten oder ganzen Lappen unregelmäßig gelappt. Es werden vier bis sechs Nervenpaare gebildet. Die Blattoberseite ist dunkelgrün und zuletzt haarlos, die Unterseite weißfilzig bis weichhaarig. Der Blattstiel ist 0,8 bis 2 selten auch 2,5 Zentimeter lang.
Die hellbraunen bis grauen Früchte sind 1,5 bis 2,5 Zentimeter lang, kugelig bis eiförmig, und etwa zu zwei Drittel oder mehr von einem halbkugeligen, außen fein graufilzigen, dichtschuppigen Fruchtbecher umgeben.

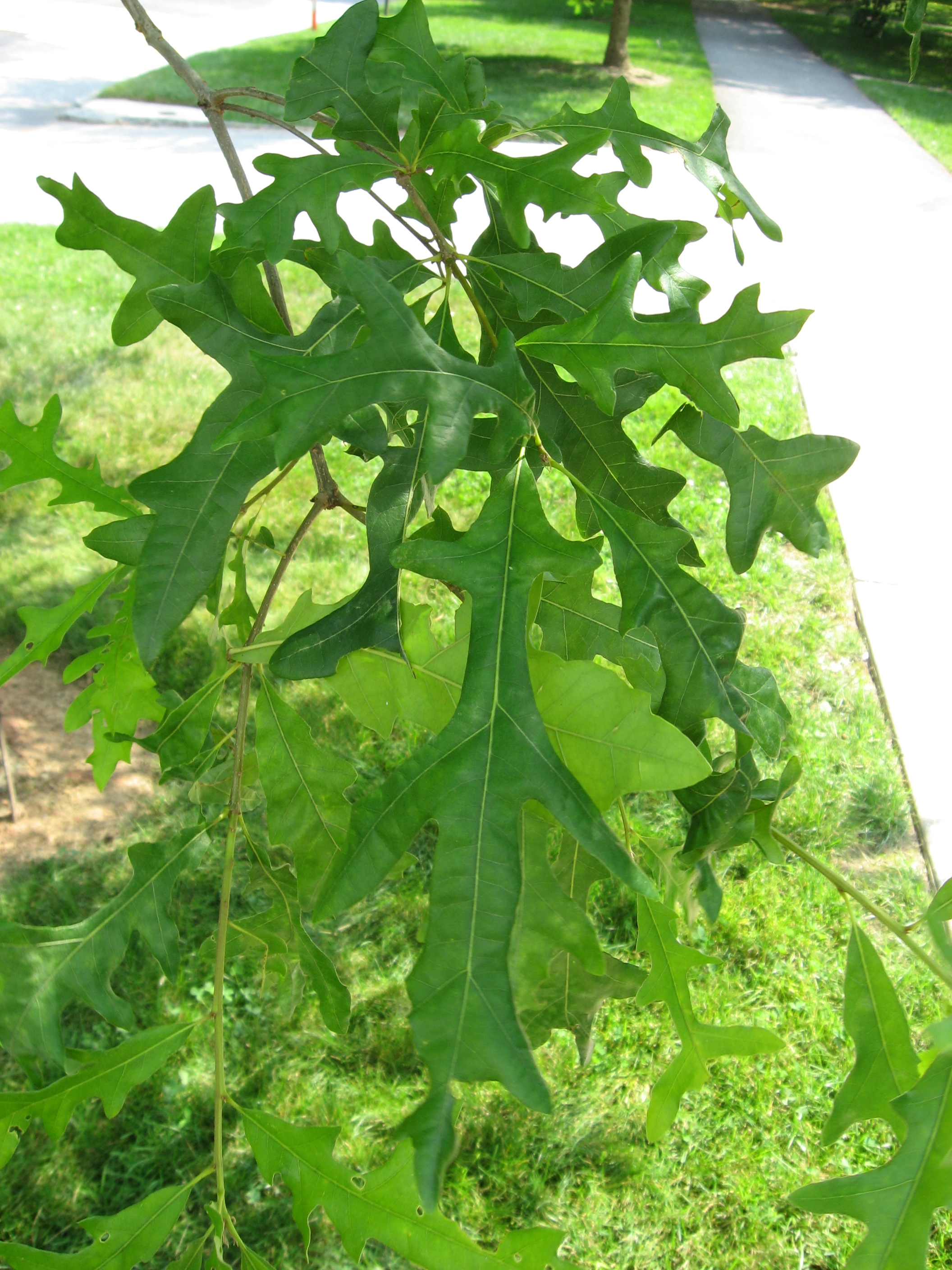
Blätter
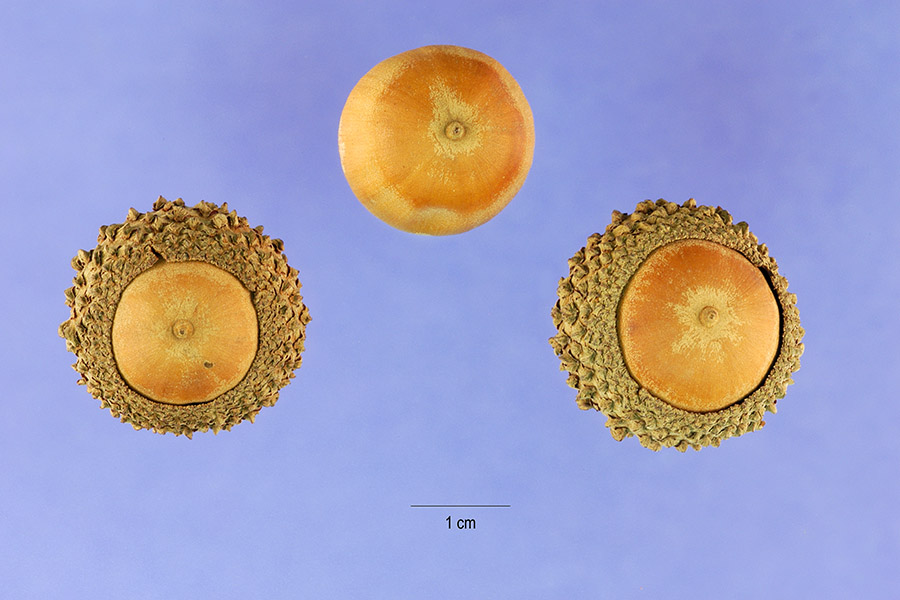
Eicheln

## Verbreitung und Ökologie

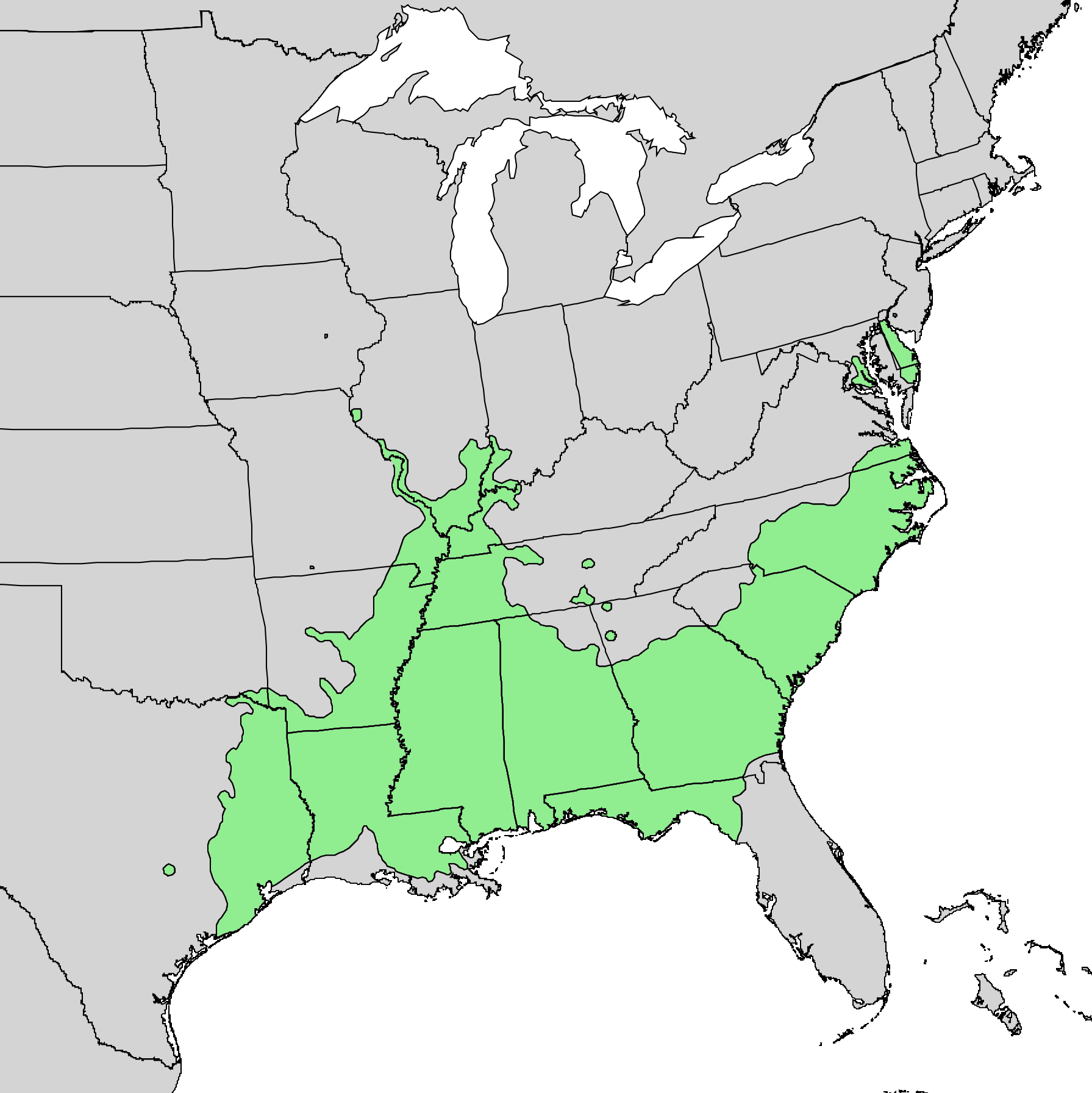
Verbreitungskarte

Das Verbreitungsgebiet liegt im Nordosten, Südosten und der Mitte der USA von Indiana und Illinois bis Florida und Texas. Sie wächst in 0 bis 200 Metern Höhe in Auen, an Flussufern und periodisch überschwemmten Gebieten auf frischen bis feuchten, sauren bis neutralen, sandig-kiesigen Böden an sonnigen Standorten. Die Art ist hitzeverträglich und mäßig frosthart.

## Systematik und Forschungsgeschichte
Die Leierblättrige Eiche (Quercus lyrata) ist eine Art aus der Gattung der Eichen (Quercus) in der Familie der Buchengewächse (Fagaceae). Die Erstbeschreibung erfolgte 1788 durch Thomas Walter in der Flora Caroliniana.

## Verwendung
Die Leierblättrige Eiche wird selten wirtschaftlich genutzt.